# Robert Humblot

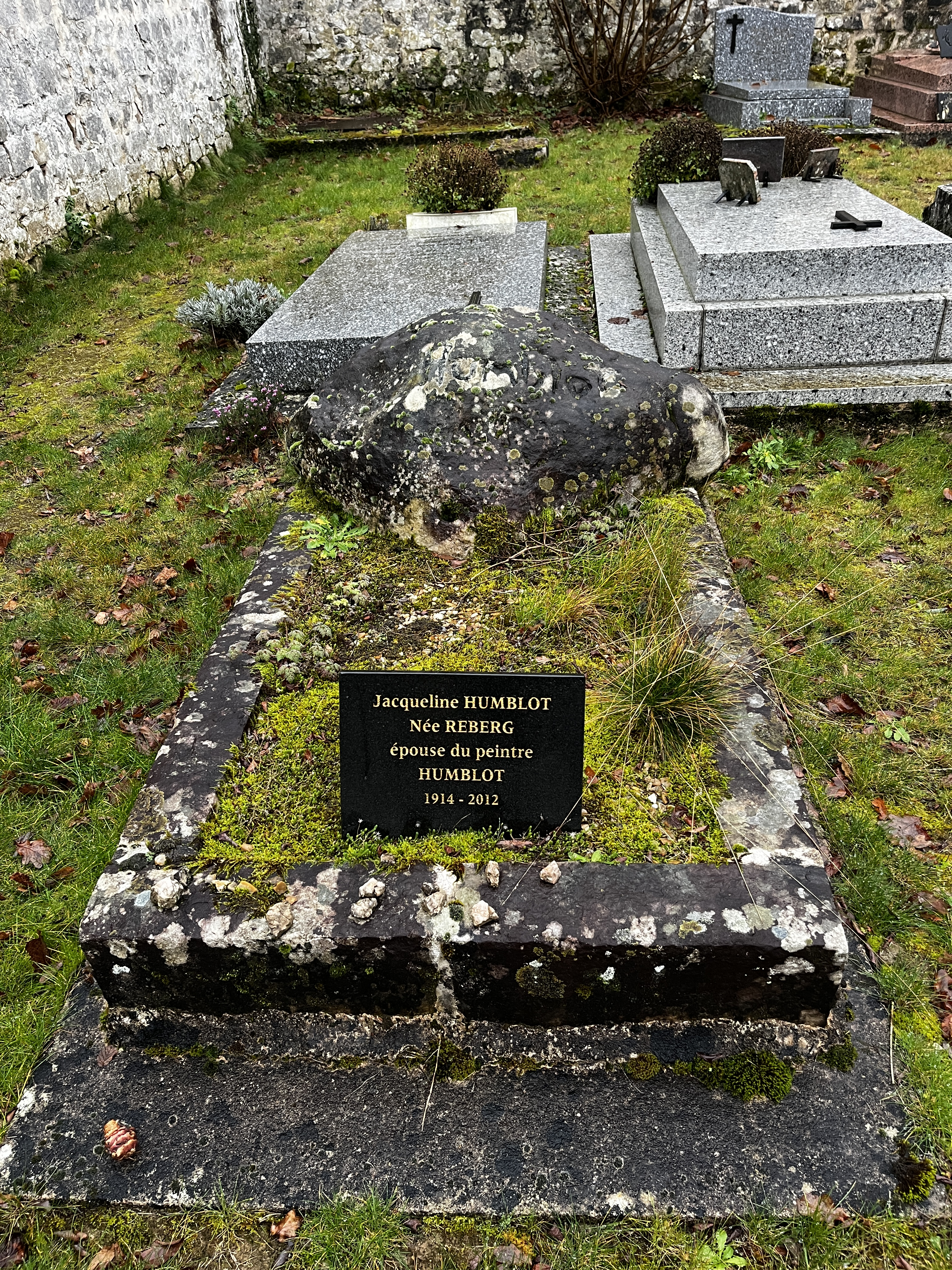
Sépulture de l'épouse de Robert Humblot au cimetière de Noisy-sur-École (77)

Robert Humblot, né le 13 mai 1907 à Fontenay-sous-Bois, mort le 14 mars 1962 à Noisy-sur-École, est un artiste peintre et illustrateur de romans français.

## Biographie
Robert Humblot dit « Bob » naît à Fontenay-sous-Bois le 13 mai 1907. Il meurt à 54 ans de maladie et est enterré en Seine-et-Marne le 14 mars 1962. Il est un artiste peintre contemporain français du XXe siècle, il est également illustrateur de plusieurs romans tels que Les Filles de la pluie d'André Savignon et des recueils de formats divers. 
Humblot commença des études de sciences naturelles qu'il quitte à l'âge de 23 ans pour rentrer à l’Académie de Peinture la Grande-Chaumière, puis il est ensuite accepté à l’école des Beaux-Arts de Paris. Un an plus tard, il sera admis comme élève à l’atelier de Lucien Simon aux Beaux-Arts de Paris au même titre que Georges Rohner, Lucien Fontanarosa, Paul Girol, Jean Navarre, Jean Lasne et Colette Beleys. 
En 1932, son envie d’indépendance le pousse à quitter les Beaux-Arts et à louer un atelier avec Georges Rohner.
Sous l'impulsion du critique d'art Henri Héraut, en 1935, il s'associe à Rohner, Henri Jannot, Jean Lasne, Raymond Moisset, le Canadien Alfred Pellan et Pierre Tal-Coat pour fonder le mouvement Forces nouvelles qui prône le retour au dessin, le retour au métier consciencieux de la tradition dans un contact fervent avec la nature. Sa peinture a la particularité d'être teintée d’humour ; à travers des nus, paysages, natures mortes et personnages, Humblot souhaite exprimer le destin du monde.
Il participe à des expositions collectives dès 1932 à Paris comme le Salon des Indépendants, le Salon d’Automne ainsi que dans plusieurs capitales dans le monde (Afrique, Antilles, Brésil, Mexique, Espagne, Italie, Norvège, Suède, Pays-Bas). Cependant, il reviendra toujours au charme de la Bretagne dans ses peintures. Lieu où il s'installa à la fin de sa vie.  
Mobilisé en 1939, il est affecté sur la ligne Maginot au petit ouvrage de Coume Village à l'intérieur duquel il réalise à même les parois de béton des fresques d'une qualité exceptionnelle. Fait prisonnier le 4 juillet 1940, il est interné au stalag 7A puis au 7B, dont il s'évade le 28 octobre 1941. Il parvient à rejoindre la zone libre pour être démobilisé à Annecy six jours plus tard.
En avril 1947, il effectue un voyage aux Pays-Bas avec sa jeune femme en compagnie des Rohner, leurs meilleurs amis. Sa fille Brigitte naît pendant ce séjour.
Ses œuvres passent en ventes publiques dès les années 1950 et toujours à nos jours, en 2011 ses tableaux sont régulièrement exposés en France dans des musées comme dans des offices de tourisme.
En 1960, il illustra Sous le signe des Antilles françaises le catalogue de luxe annuel ou liste des grands vins de la maison Nicolas (coll. pers.).
Plusieurs hommages posthumes lui ont été rendus dans différentes galeries et Salons dans le monde entier pour ses œuvres.
Une rétrospective lui a été consacrée en 1964 au musée Galliera.

## Distinctions et hommages
- Prix Conté-Carrière en 1952
- Prix de la Biennale de Menton en 1953
- Chevalier de la Légion d'honneur[4], du 2 septembre 1958 ;
- Chevalier de l'ordre des Palmes académiques. Robert Humblot est nommé chevalier de l'ordre des Palmes académiques en 1957 par René Billères ;
- Une médaille créée par Claude Schürr à la Monnaie de Paris est dédiée à Robert Humblot.

## Collections publiques
- Le Minotaure - huile sur toile par Robert Humblot, 1936, huile sur toile, 125 × 256 cm, exposé par la société des auteurs dans les arts graphiques et plastiques[5]
- L'ecuyere ou Yvette L. et son poney - huile sur toile par Robert Humblot, 1954, huile sur toile, 195 × 144 cm, collection particulière, Paris, exposé au musée Galliera[6]